# Republika Crna Gora (1992. – 2006.)
 Ovo je glavno značenje pojma Republika Crna Gora (1992. – 2006.). Za druga značenja pogledajte Crna Gora (razdvojba).
Republika Crna Gora (srp. Република Црна Гора) je bila republika Savezne Republike Jugoslavije od 1992. do 2003., i državne zajednice Srbije i Crne Gore od 2003. do 2006. godine. Glavni grad je bio Podgorica, kojoj je 1990. vraćeno staro ime jer se od 1945. do 1990. zvala Titograd.

## Povijest

### Savezna Republika Jugoslavija
Nakon što je Socijalistička Federativna Republika Jugoslavija službeno raspuštena 27. travnja 1992., Republika Srbija i Socijalistička Republika Crna Gora, su 28. travnja 1992. stvorile novu federaciju pod nazivom "Savezna Republika Jugoslavija" koja je 4. veljače 2003. uz suglasnost oba doma jugoslavenskog parlamenta, preimenovana u Državnu zajednicu Srbije i Crne Gore.
Postoje međunarodnopravni autori koji smatraju upitnim, smije li se SRJ smatrati univerzalnim sljednikom SFRJ, ili je zapravo riječ o novoj državi. Sjedinjene Američke Države su još 1992. godine zauzele službeno stajalište da SRJ nije pravni sljednik SFRJ, nego je SFRJ prestala postojati.
Republika Crna Gora, za razliku od Republike Srbije, u kome je novac bio jugoslavenski dinar, imala je kao novac njemačku marku, a potom euro (od 2002.),
Godine 2004., usvojene su nova zastava i grb republike.

### Neovisnost od SCG
Nakon referenduma o neovisnosti Crne Gore, koji je održan 21. ožujka 2006., na kojem je glasalo 86,5% birača, je 55,5% podržalo „Demokratski Blok-Milo Đukanović“, uz postotak iznad praga od 55% dogovorene s Europskom unijom da bi referendum bio legalan, apsolutni minimum glasova je premašen za 2.300 glasova. Skupština Crne Gore je preduzela zakonske procedure da bi proglasila neovisnost, proces koji je završen 3. srpnja 2006. godine. Nakon 88 godina zajedničke državne zajednice se završila unija Srba i Crnogoraca.

### Državni simboli
Zastave
- Zastava SR Crne Gore, (1946. – 1992.)
- Zastava Republike Crne Gore, (1992. – 1994.)
- Zastava Republike Crne Gore, (1994. – 2004.), neslužbena inačica
- Zastava Crne Gore, (2004. – danas)
- Neusvojeni prijedlog iz 2007. godine

Grbovi
- Grb SR Crne Gore, (1943. – 1992.)
- Grb Republike Crne Gore, (1992. – 2004.)
- Grb Crne Gore, (2004. – danas)

## Administrativna podjela
Republika Crna Gora je administrativno bila podijeljena na 21 općina:
| Andrijevica  | Bar         | Berane   |
| Bijelo Polje | Budva       | Cetinje  |
| Danilovgrad  | Herceg Novi | Kolašin  |
| Kotor        | Mojkovac    | Nikšić   |
| Plav         | Plužine     | Pljevlja |
| Podgorica    | Rožaje      | Šavnik   |
| Tivat        | Ulcinj      | Žabljak  |

2005. godine donošenjem Zakona o Glavnom gradu formirane su gradske općine Golubovci i Tuzi.

## Demografije
Ukupan broj stanovnika Crne Gore prema popisu iz 2003. je 620.145.

### Etnički sastav
| - Crnogorci — 267.669 (43,16%) - Srbi — 198.414 (31,99%) - Bošnjaci — 48.184 (7,77%) - Albanci — 31.163 (5,03%) - Muslimani — 24.625 (3,97%) - Hrvati — 6.811 (1,10%) - Romi — 2.601 (0,42%) - Jugoslaveni — 1.860 (0,30%) - Makedonci — 819 (0,13%) - Slovenci — 415 (0,07%) |  | - Mađari — 362 (0,06%) - Rusi — 240 (0,04%) - Egipćani — 225 (0,04%) - Talijani — 127 (0,02%) - Nijemci — 118 (0,02%) - ostali — 2.180 (0,35%) - ne izjašnjavaju se — 26.906 (4,34%) - regionalna pripadnost — 1.258 (0,20%) - nepoznato — 6.168 (1,00%) |  |  |

### Jezici
- srpski — 393.740 (63,49%)
- crnogorski: 136.208 (21,96%)
- albanski — 32.603 (5,26%)
- bošnjački — 19.906 (3,21%)
- bosanski — 14.172 (2,29%)
- hrvatski — 2.791 (0,45%)
- romski — 2.602 (0,42%)
- ne izjašnjavaju se: 13.902 (2,24%)

### Vjeroispovijest
- pravoslavci — 460.383 (74,24%)
- muslimani — 110.034 (17,74%)
- katolici — 21.972 (3,54%)
- ne izjašnjavaju se: 13.867 (2,24%)
- bez vjere: 6.003 (0,97%)